# عزلة عاهم بني شهر (حجة)
عزلة عاهم بني شهر هي إحدى عزل مديرية كشر في محافظة حجة اليمنية ويبلغ تعداد سكانها 6677 نسمة حسب التعداد السكاني في اليمن لعام 2004. وتقطنها قبيلة بنو شهر من الحجر من الازد.

## روابط خارجية
- الجهاز المركزي للإحصاء بالجمهورية اليمنية
- المركز الوطني للمعلومات باليمن
- World Gazetteer:Yemen
- الدليل الشامل